# 香槟穆通
香槟穆通（法語：Champagne-Mouton，法語發音：[ʃɑ̃paɲ mutɔ̃]）是法国夏朗德省的一个市镇，位于该省北部，属于孔福朗区。

## 地理
香槟穆通（45°59'28"N, 0°24'39"E）面积22.59 平方千米，位于法国新阿基坦大区夏朗德省，该省份为法国西部内陆省份，北起德塞夫勒省和维埃纳省，东临上维埃纳省，东南至多尔多涅省，南至多爾多涅省，西接滨海夏朗德省。
与香槟穆通接壤的市镇（或旧市镇、城区）包括：伯内、沙谢克、楠特伊昂瓦莱、圣库唐、蒂尔贡、勒维厄塞里耶、旧吕费克。

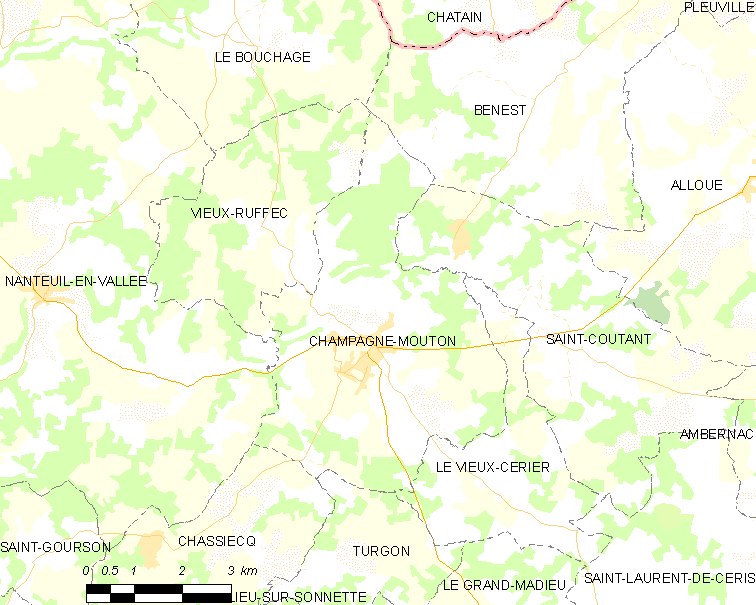
香槟穆通的OSM定位图

香槟穆通的时区为UTC+01:00、UTC+02:00（夏令时）。

## 行政
香槟穆通的邮政编码为16350，INSEE市镇编码为16076。

## 政治
香槟穆通所属的省级选区为夏朗德-博尼约尔县。

## 人口

1962-2008年间香槟穆通人口变化图示

香槟穆通于2022年1月1日时的人口数量为877人。